# 博伊靈斯普林斯 (北卡羅萊納州)
博伊靈斯普林斯（英語：Boiling Springs）是一個位於美國北卡羅萊納州克里夫蘭縣的城鎮。

## 人口
根據2020年美國人口普查的數據，博伊靈斯普林斯的面積為11.60平方千米，皆為陸地。當地共有人口4615人，而人口密度為每平方千米398人。